# 里歐·歐恩斯坦
里歐·歐恩斯坦（英語：Leo Ornstein，1895年12月11日—2002年2月24日）是一位美國實驗作曲家、鋼琴家。他對前衛作曲家作品的演奏以及自己的創新甚至令人震驚的作品使他在大西洋兩岸引起了轟動。他的實驗作品大多是為鋼琴而寫的。
歐恩斯坦是第一位廣泛使用音簇的重要作曲家。他作為一名鋼琴家，被認為是世界級的天才。到了1920 年代中期，他已經不再名聲大噪，很快就從大眾的記憶中消失了。儘管他在四十歲之前舉辦了最後一次公開音樂會，但繼續在接下來超過半個世紀裡繼續創作音樂。幾十年來，他基本上被遺忘了，1970年代中期，他又被重新發現。1990年9月，94歲的歐恩斯坦完成了第八首也是最後一首鋼琴奏鳴曲，使他成為當時歷史上發表作品最年長的作曲家（後來被艾略特·卡特超越）。
2002年2月24日，歐恩斯坦在威斯康辛州綠灣去世。106歲的他是最長壽的作曲家之一。

## 外部連結
- 里歐·歐恩斯坦的免费乐谱，由国际乐谱典藏计划提供
- Leo Ornstein （页面存档备份，存于） at Music of the United States of America (MUSA)
- Leo Ornstein （页面存档备份，存于） artist's website, including a list of works (many with scores and MP3s on demand), prepared by his son Severo
- The Leo Ornstein Papers at the Irving S. Gilmore Music Library at Yale University—a register of archived documents spanning his career
- "Re: 100 In The Shade" a more detailed version of Martin Anderson's Ornstein obituary
- Leo Ornstein and Futurism at LTM （页面存档备份，存于）
- Interview with Leo Ornstein （页面存档备份，存于）, July 18, 1987